# Sign (Mr.Childrenの曲)
『Sign』（サイン）は、日本のバンド・Mr.Childrenの26枚目のシングル。2004年5月26日にトイズファクトリーより発売された。

## 概要
前作『掌/くるみ』から約半年ぶりのシングル。リミックスバージョンを除けば、1996年発売の12thシングル『マシンガンをぶっ放せ -Mr.Children Bootleg-』以来8年ぶりにカップリング曲が2曲収録された。
ジャケット写真には、爪木崎灯台が写っている。アートディレクターは信藤三雄。1stシングルから連続してシングルのジャケットを担当していたが、このシングルまでで途切れることとなる。
2004年の第46回日本レコード大賞で、第36回の「innocent world」以来10年振りに大賞を受賞した。10年以上の期間を空けての『日本レコード大賞』受賞は、バンドとしては初となる快挙となった。第36回は授賞式を欠席したが、第46回はメンバー全員が出席しての受賞となった。

## チャート成績
初週37.0万枚を売り上げ、2004年に発売されたシングルでは最高の初動売上を記録。オリコンチャートでの登場週数が46週を記録し、Mr.Childrenのシングルでは4thシングル『CROSS ROAD』の50週に次ぐロングセラーとなった。累計売上は77.4万枚。オリコンの年間ランキングで2位を獲得し、これはMr.Childrenが2000年代に発売したシングルの中で最も高い順位となった。
2018年5月10日に各ストリーミングサービスで配信され、2021年7月には表題曲「Sign」のストリーム数が3000万回を突破し、シルバー認定された。また2022年8月には5000万回を突破し、ゴールド認定された（Mr.Children#ストリーミング認定を参照）。

## 収録曲
| 全作詞: 桜井和寿、全編曲: 小林武史 & Mr.Children。 |                                |           |                    |      |
| #                                                  | タイトル                       | 作詞      | 作曲               | 時間 |
| 1.                                                 | 「Sign」                       | 桜井和寿  | 桜井和寿           | 5:23 |
| 2.                                                 | 「妄想満月」                   | 桜井和寿  | 桜井和寿・寺岡呼人 | 3:01 |
| 3.                                                 | 「こんな風にひどく蒸し暑い日」 | 桜井和寿  | 桜井和寿           | 3:50 |
| 合計時間:                                          | 合計時間:                      | 合計時間: | 12:14              |      |

## 楽曲解説
1. Sign
  - TBS系ドラマ『オレンジデイズ』主題歌[1][2]。
  - 2012年2月に、住友生命のCMソングとしても起用された[3]。
  - ドラマの台本を読んで書き下ろしたため、歌詞の内容もドラマに沿ったものとなっているが、直接の表現はなく、あくまでもこの時期の桜井和寿の心情が表れている。「ありふれた日々を大切に」というコンセプトの11thアルバム『シフクノオト』を凝縮させたような歌詞となっているが、本楽曲は『シフクノオト』に収録されなかったものの、そのアルバムを引っ提げて行われたライブツアー『Mr.Children Tour 2004 シフクノオト』では演奏されている。
  - 『シフクノオト』の完成後、恒例行事の打ち上げで飲みすぎてしまい、桜井が翌日の酷い二日酔いの状態で浮かんできた曲だという[4]。
  - サビの歌詞「サイン」について桜井は「最初からこの言葉を使おうと思ったわけではなかった。ただ、メロディが高いところへ駆け上がるとき、それを可能にする口の開き方というのがあって、そこでは『サ』の音しか考えられなかった。そうでなければ勢いがつかないし、駆け上がることもできなかった。そして、この音から始まる言葉を探していたら、『サイン』が閃いた。」と語っている[4]。
  - 小林武史が「桜井は、いつのまに腕をあげたんだろう」と絶賛した曲でもある[4]。
  - ミュージック・ビデオの監督は大喜多正毅が務め、メンバーのスタジオ演奏の映像とシンプルな内容となっている。元々は本作のCM用映像の撮影だったが、出来が良かったためミュージック・ビデオとして編集された。2012年5月10日発売のベスト・アルバム『Mr.Children 2001-2005 <micro>』の初回限定盤、2018年3月21日発売のライブ・ビデオ『Mr.Children DOME & STADIUM TOUR 2017 Thanksgiving 25』に収録されている。
2. 妄想満月
  - 作曲は寺岡との共作で、寺岡との共作はMr.Childrenとしては2ndアルバム『Kind of Love』収録曲の「星になれたら」以来となる。お互いにメールでMP3を送り合って作り上げていったという[5]。
  - ストーカーを主人公にした曲[5]。
  - 桜井によると井上陽水の節回しを意識して作った曲で、自分が歌っているのではなく井上が歌っているのをイメージしたと語っている[6]。
3. こんな風にひどく蒸し暑い日
  - デジタル音を駆使したファンク調の曲で、歌詞は見解によってはエロティックになると桜井は語っている[5]。
  - 桜井は必死で本曲のデモテープを制作したようで、元々はオリジナルアルバムに収録する予定で作られた曲でもある[5]。
  - 田原は、この曲のレコーディングにほとんど参加しておらず、前述の歌詞の内容も含めて「ついていけないっす」と発言している[5]。
  - コンサートでは、曲順を話し合う時に浮上するが、結局披露されないという[5]。その事もあってか、2014年に開催されたファンクラブ限定ツアー『Mr.Children FATHER & MOTHER 21周年ファンクラブツアー』の直前に行われた「会員が最もライブで聴きたい曲」アンケートでは13位に選ばれた[7]。
  - ライブでは、発売から13年後のツアー『Mr.Children DOME & STADIUM TOUR 2017 Thanksgiving 25』ドーム公演にて初披露された。

## テレビ出演
5thシングル『innocent world』以来、10年ぶり2度目となる日本レコード大賞を受賞。10年前は受賞式に出席していなかったものの、今回は生出演した。
| 番組名                   | 日付           | 放送局     | 演奏曲 |
| ------------------------ | -------------- | ---------- | ------ |
| ミュージックステーション | 2004年5月28日  | テレビ朝日 | Sign   |
| HEY!HEY!HEY! MUSIC CHAMP | 2004年5月31日  | フジテレビ | Sign   |
| うたばん                 | 2004年6月3日   | TBS        | Sign   |
| COUNT DOWN TV            | 2004年6月5日   | TBS        | Sign   |
| 第46回日本レコード大賞   | 2004年12月31日 | TBS        | Sign   |

## ライブ映像作品
Sign
| 作品名                                                     |
| ---------------------------------------------------------- |
| Mr.Children Tour 2004 シフクノオト                         |
| MR.CHILDREN DOME TOUR 2005 "I ♥ U" 〜FINAL IN TOKYO DOME〜 |
| Mr.Children HOME TOUR 2007 -in the field-                  |
| MR.CHILDREN TOUR POPSAURUS 2012                            |
| Mr.Children DOME & STADIUM TOUR 2017 Thanksgiving 25       |
| Mr.Children Tour 2018-19 重力と呼吸                        |
| Mr.Children Dome Tour 2019 Against All GRAVITY             |
| Mr.Children 30th Anniversary Tour 半世紀へのエントランス   |
| miss you LIVE                                              |

妄想満月
| 作品名                                      |
| ------------------------------------------- |
| Mr.Children、ヒカリノアトリエで虹の絵を描く |

## 収録アルバム
- 『I ♥ U』 (#1)
- 『Mr.Children 2001-2005 <micro>』 (#1)
- 『Mr.Children 2003-2015 Thanksgiving 25』 (#1)
- 『Mr.Children 2015-2021 & NOW』（#1）(Liveバージョン)
- 『B-SIDE』 (#2, #3)

## カバー
- Sign
  - 梶裕貴（声優）（2021年、カバーミニアルバム『COVER～STORIES～』）
  - 柴咲コウ　(2023年、カバーアルバム『ACTOR'S THE BEST ~Melodies of Screens~』)
- こんな風にひどく蒸し暑い日
  - 三宅健（V6）（2006年、『V6 10th Anniversary Tour musicmind』）